# Rashida Jones

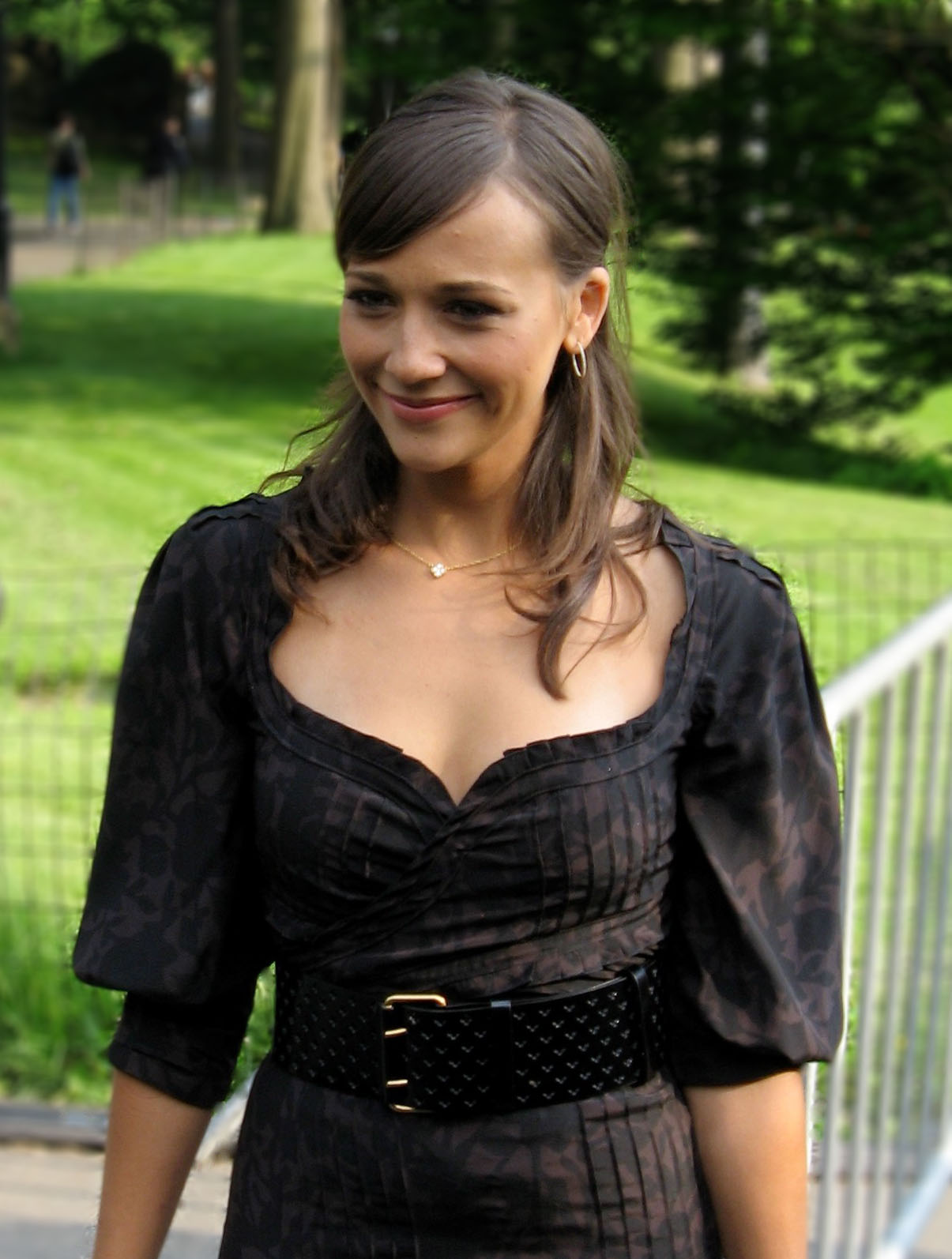
Rashida Jones (2007)

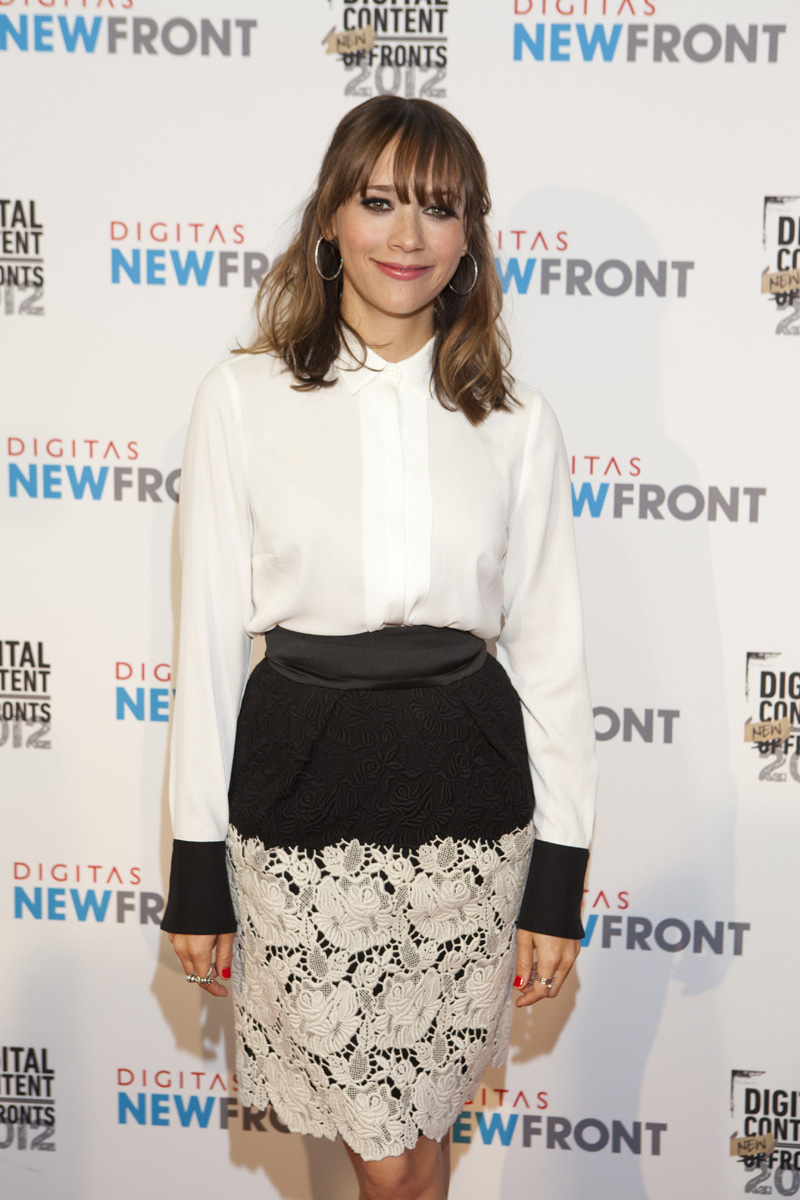
Rashida Jones (2012)

Rashida Leah Jones (ur. 25 lutego 1976 w Los Angeles) – amerykańska aktorka, scenarzystka i producentka filmowa. Grała m.in. serialach Parks and Recreation (2009-15), The Office (2006-11), czy Angie Tribeca (2016-19) oraz filmach Stary, kocham cię (2009), The Social Network (2010), czy Kochanek idealny (2018).
Wyreżyserowała m.in. film dokumentalny Quincy (2018) o swoim ojcu, Quincym Jonesie, za który otrzymała nagrodę Grammy w kategorii najlepszej muzyki filmowej.
Jest absolwentką religii i filozofii na Uniwersytecie Harvarda.
Jej rodzicami byli Quincy Jones i Peggy Lipton.

## Filmografia

### Filmy
| Rok  | Tytuł                                          | Rola             | Uwagi                              |
| ---- | ---------------------------------------------- | ---------------- | ---------------------------------- |
| 2000 | East of A                                      | Emily            |                                    |
| 2001 | Roadside Assistance                            | Lucy             | krótkometr.                        |
| 2002 | Now You Know                                   | Kerri            |                                    |
| 2003 | Death of a Dynasty                             | Layna Hudson     |                                    |
| 2004 | Czarna książeczka                              | Rachel Keyes     |                                    |
| 2007 | Jak złamać 10 przykazań                        | Rebecca Fornier  |                                    |
| 2008 | Life in Flight                                 | Nina             |                                    |
| 2009 | Brief Interviews with Hideous Men              | Hannah           |                                    |
| 2009 | Stary, kocham cię                              | Zooey            |                                    |
| 2010 | Cop Out: Fujary na tropie                      | Debbie           |                                    |
| 2010 | The Social Network                             | Marylin Delpy    |                                    |
| 2010 | Monogamy                                       | Nat              |                                    |
| 2011 | Wielki rok                                     | Ellie            |                                    |
| 2011 | To tylko seks                                  | Maddison         | nieuwzgl. w napisach               |
| 2011 | Beastie Boys: Fight for Your Right (Revisited) | Skirt Suit       | krótkometr.                        |
| 2011 | Our Idiot Brother                              | Cindy Harris     |                                    |
| 2011 | Muppety                                        | Veronica Martin  |                                    |
| 2012 | Celeste i Jesse: Na zawsze razem               | Celeste Martin   | też scenariusz                     |
| 2013 | Decoding Annie Parker                          | Kim              |                                    |
| 2014 | Demon salsy                                    | Julia            |                                    |
| 2015 | W głowie się nie mieści                        | Emocje Cool Girl | głosy                              |
| 2015 | A Very Murray Christmas                        | The Bride        |                                    |
| 2017 | Don't Come Back from the Moon                  | Eva Smalley      |                                    |
| 2018 | Kochanek idealny                               | Emma             |                                    |
| 2018 | Berek                                          | Cheryl Deakins   |                                    |
| 2018 | Quincy                                         | jako ona sama    | dokument, też scenariusz i produk. |
| 2018 | Grinch                                         | Donna Lou Who    | głos                               |
| 2019 | The Sound of Silence                           | Ellen Chasen     |                                    |
| 2019 | Tajni i fajni                                  | Marcy Kappel     | głos                               |
| 2020 | Na lodzie                                      | Laura Keane      |                                    |

### Telewizja
| Rok             | Tytuł                      | Rola                | Uwagi                        |
| --------------- | -------------------------- | ------------------- | ---------------------------- |
| 1997            | The Last Don               | Johanna             | miniserial                   |
| 2000            | Gdyby ściany mogły mówić 2 | Feministka          | film TV, segment "1972"      |
| 2000–2002       | Boston Public              | Louisa Fenn         | 26 odc.                      |
| 2004            | NY-LON                     | Edie Miller         | 7 odc.                       |
| 2005            | Wanted                     | Carla Merced        | 13 odc.                      |
| 2006–2009, 2011 | Biuro                      | Karen Filippelli    | 24 odc.                      |
| 2008            | Single z odzysku           | Kate                | 6 odc.                       |
| 2009–2015, 2020 | Parks and Recreation       | Ann Perkins         | 106 odc.                     |
| 2011–2012, 2014 | Terapia w sieci            | Hayley Feldman-Tate | 4 odc.                       |
| 2013–2015       | The Awesomes               | Hotwire             | głos, 26 odc.                |
| 2016–2018       | Angie Tribeca              | Angie Tribeca       | gł. rola, też producent      |
| 2020            | #blackAF                   | Joya Barris         | gł. rola, też producent wyk. |
| 2020-2022       | Duncanville                | Mia                 | 33 odc.                      |
| 2022            | Toast of Tinseltown        | Billy Tarzana       | 4 odc.                       |